# Вероніка кущикова
Вероніка кущикова (Veronica fruticans) — багаторічна трав'яна рослина, вид роду вероніка (Veronica) родини подорожникові (Plantaginaceae).
Занесений до Червоної книги України (Природоохоронний статус виду — «Рідкісний»).

## Морфологічна характеристика
Напівкущик 8–15 см заввишки.
Кореневище тонке, темно-буре, здерев'яніле. Багаторічна приземна частина надземних пагонів здерев'яніла, повзуча, розгалужена. Цьогорічні пагони трав'янисті, висхідні, двох типів: генеративні та вегетативні.
Листки оберненояйцеподібдні, цілокраї, тупі, голі, 10–20 мм завдовжки.
Суцвіття — китиця, утворене 2–10 квітками. Чашечка видовжено-еліптична, 4-роздільна, 5 мм завдовжки. Віночок 10–14 мм діаметром. Пелюстки яскраво-сині, при основі червоні. Може утворювати щільні куртини.
Цвіте у липні, плодоносить у серпні.

## Поширення
Вид поширений у Європі, Північній Америці та Азії. В Україні росте у альпійському та субальпійському поясах Карпат, на кам'янистих місцях, особливо на вапняках, у горах.